# Aly & AJ
Aly & AJ, anteriormente conocidas como 78violet, es un grupo musical integrado por las hermanas Michalka (Alyson Michalka y Amanda Michalka). Originario de Estados Unidos. Han lanzado al mercado  3 discos: (Into The Rush, Acoustic Hearts Of Winter e Insomniatic). El 10 de julio de 2009, el grupo cambió su nombre por 78Violet, estando hasta el 9 de diciembre de 2015 con él, cuando ese mismo día anunciaron a través de Twitter su vuelta con el nombre de Aly & AJ, nuevamente.

## Alyson Michalka
Alyson Renae Michalka nació el 25 de marzo de 1989 en Torrance, California. Alyson demostró pasión por la actuación y música, desde pequeña donde se envolvió en obras y coros en su iglesia. Cuando tenía 11 años, fue cuando se puso seria a estudiar actuación, al mismo tiempo que empezaba a trabajar como modelo. Pero, no fue hasta que Alyson tenía 14 años donde llegó a su primer papel profesional como "Keely" en Disney Channel's ahora cancelada serie Phil del Futuro. "Phil of the Future" fue un éxito instantáneo cuando estreno en verano de 2004. El show desafortunadamente fue cancelado a finales de 2005 en su segunda temporada. En enero de 2005 Alyson, protagonizó la película Original de Disney Channel "Now You See It..." [Nada por aquí]. Su papel era el de una chica llamada Allyson Miller, quien era una productora de un segmento de un 'reality-show' en busca de un mago 'real'. Durante este tiempo Alyson ganó popularidad entre los espectadores de Disney Channel.
A finales del verano de 2005 Alyson grabó la película Original de Disney Channel "Cow Belles" junto con su hermana Amanda. La película se estrenó el 24 de marzo de 2006 teniendo muy buena aceptación y fue lanzada en DVD en verano 2006. Alyson tenía el papel de Taylor Callum, una joven que es forzada a trabajar.En el 2009 grabó la película Bandslam al lado de Vanessa Hudgens. Además, durante el 2010 protagonizó la serie "Hellcats" (en donde le dio vida a Marti Perkins) junto a Ashley Tisdale (cumplía el rol de Savannah Monroe)
Alyson apareció en la película Grown Ups 2 como Savannah Todd, que se estrenó el 12 de julio en Estados Unidos.

## Amanda Michalka
Amanda Joy Michalka nació el 10 de abril de 1991 en Torrance, California. Comenzó estudios de actuación a los 9 años, se ganó su primer anuncio nacional en su primera audición. Ella desde entonces ha estado trabajando como 'estrella invitada' en los canales CBS, FOX, HBO, ABC, WB y NBC. Es más conocida por su papel como "Shannon" en el drama de CBS, "The Guardian". Antes de ser actriz, tuvo una carrera como modelo, apareciendo en revistas, pósteres de tiendas y otras mercancías de Disney, Mattel, Playmates Toys, Zuopia entre otros. Amanda es cantautora. Comenzó a tocar el piano cuando tenía 7 años, pero escribe la mayoría de sus canciones con la guitarra. Ella y su hermana mayor, Alyson a.k.a. "Aly" grabaron un CD 'Into the Rush' como el dúo "Aly & A.J.".
AJ aparecerá interpretando el papel principal en la película Grace Unplugged como Gracie Trey.

## Carrera profesional

### Inicios
Aly & AJ tuvieron gran interés por la música desde que eran muy jóvenes. "Creo que nos iniciamos en la música cuando teníamos 3 y 5 años. Cantábamos en coros de la iglesia" mencionó Aly. Las hermanas vivían en Calabasas, California, con sus padres. Su madre, Carrie Michalka, las animó a hacer un grupo de música cristiana llamada "J.C. Band". Alyson tuvo un papel en 'Phil of the Future' en Disney Channel al lado de Ricky Ullman

### Música

#### Into The Rush(2005-2006)
El álbum debut de Aly & AJ, Into the Rush, fue titulado "Disco Platino" en mayo de 2007 vendiendo más de 800.000 copias. El tema "No One" apareció en la película "Ice Princess".El álbum se colocó en el puesto número 36 en los Billboard 200
El tema "Do You Believe In Magic", escrita y originalmente grabada por The Lovin' Spoonful. Éste cover fue utilizado en la película original Disney Channel"Now You See It...", donde Alyson tiene el papel de Allyson. Además también la versión de 'Katrina and the Waves' "Walking on Sunshine" fue utilizada en la película de Disney "Herbie: Fully Loaded". Varias de sus canciones aparecieron en proyectos de Disney. Esas compilaciones son principalmente de "Into The Rush". Aly & AJ eran las presentadoras del tour "Cheetah-licious Christmas Tour" de The Cheetah Girls en diciembre de 2005. "On The Ride", se titula el DVD del primer concierto de Aly & AJ organizado por Radio Disney. El sencillo "Rush" alcanzó el puesto número 59 en los Billboard Hot 100 y el puesto n.º 24 en los Digital Songs. El sencillo "Chemicals React" que vino en el Into The Rush: Deluxe Edition alcanzó el n.º 50 en los Billboard Hot 100 y el n.º 18 en los Digital Songs.

#### Acoustic Hearts Of Winter(2006)
El 19 de septiembre de 2006, las hermanas fueron nominadas para el Mejor artista cristiano en la edición de 2006 de los American Music Awards, pero no ganaron el premio.
El 20 de septiembre de 2006 fue lanzado el video de Greatest Time Of Year, en Disney Channel, como promoción para el film de Disney "Santa Cláusula", teniendo muy buena aceptación tanto en el canal como en Radio Disney.
El 26 de septiembre de 2006, lanzaron su segundo álbum de estudio titulado Acoustic Hearts Of Winter incluyendo canciones típicas de Navidad como "Joy to the World" y "Silent Night", así como dos canciones compuestas por ellas mismas: "Greatest Time of Year" y "Not This Year". Este álbum llegó a vender más de 100 mil copias, un resultado bueno para ser navideño. Los críticos le pusieron 4 de 5 estrellas al álbum, recomendándolo para las fiestas de navidades. El álbum fue uno de los más vendidos en su época navideña alcanzando el puesto n.º 14 en los Holiday Albums y el n.º 78 en los Billboard 200. El sencillo "Greatest Time of Year" obtuvo el puesto n.º 96 en los Billboard Hot 100 y el n.º 67 en los Digital Songs.

#### Insomniatic(2007-2008)
Durante las grabaciones de su tercer álbum "Insomniatic", las hermanas fueron invitadas a organizar su fiesta de 16 años por My Super Sweet 16 reality show de MTV durante las grabaciones de Insomniatic, así como para promocionar su álbum y la película Super Sweet 16: The Movie.
El 8 de mayo de 2007 lanzaron su nuevo sencillo titulado "Potential Breakup Song" formando parte de su más reciente CD, Insomniatic. El álbum fue lanzado el 10 de julio de 2007. La revista Time magazine nombró la canción "Potential Breakup Song" como una de las mejores canciones del 2007, obteniendo el noveno puesto. El álbum alcanzó en su primera semana más de 39.000 copias vendidas y hasta la fecha más de dos millones de copias mundialmente. Hasta la fecha Insomniatic ha sido el álbum más exitoso de las hermanas Michalka. Para promocionar el lanzamiento de Insomniatic, MTV lanzó al aire el Reality-Show de las hermanas llamado Aly & AJ: Sister Act el 18 de agosto de 2007 donde Aly & AJ hablan sobre el lanzamiento y la grabación de su tercer álbum de estudio. El programa fue cancelado y sólo tuvo un capítulo al aire. El primer sencillo Potential Breakup Song fue un exitazo tanto en críticos como en espectadores, alcanzando en los Billboard Hot 100 el puesto n.º 17, el puesto n.º 8 en los Digital Songs, el puesto n.º 65 en los European Hot 100 y el puesto n.º 72 en los Canadian Hot 100. Hasta la fecha ha alcanzado a tener más de 35 millones de reproducciones en internet por sitios como YouTube y más de 1 millón de descargas en programas como Ares, E-mule, Elephant... El segundo sencillo del álbum fue Like Whoa que alcanzó el puesto n.º 66 en los Canadian Hot 100, el puesto n.º 23 en los Digital Songs y el n.º 63 en los Billboard Hot 100, además de más de 25 millones de reproducciones por internet.
En noviembre de 2007, Ami Suzuki lanzó una nueva versión de "Potential Breakup Song", producida por el DJ japonés SUGIURUMN con una colaboración de Aly & AJ. Poco después, en diciembre de 2007, Aly & AJ reemplazaron a los Jonas Brothers en el acto de opening del tour de Hannah Montana y Miley Cyrus titulado "Hannah Montana & Miley Cyrus: Best of Both Worlds Tour" del 11 de enero hasta el 24 del mismo mes, causa por la cual tenían otros proyectos siendo reemplazadas finalmente por Everlife. Los críticos dieron muy buenas críticas al álbum, diciendo: "muy talentosas y con mucho futuro" a las hermanas Michalka, Alyson & Amanda Joy.
El 18 de enero de 2008 antes de la premier de la película original Disney Channel "Minutemen", el vídeo musical de "Like Whoa" fue lanzado. Días después fue lanzada su versión sin las escenas de dicha película. Aly & AJ aparecen en el álbum "Randy Jackson's Music Club, Vol. 1" interpretando la canción "We're an American Band" producida por Randy Jackson.
El álbum Insomniatic alcanzó el puesto n.º 15 en los Billboard 200 y también en los Digital Albums.

#### 78violet (2008-2015)
Billboard confirmó que las hermanas ya comenzaron a grabar su nuevo disco que sería su cuarto material de estudio y tendrá aproximadamente 14 canciones. El 23 de abril de 2008, mencionaron que tendrá un sonido más roquero y esta vez no cantarán juntas (armonizando la voz) para dejar a los fanes saber quien está cantando. En octubre 7 confirmaron que el nuevo álbum sería lanzado en abril del 2009 pero un mes después, noviembre 9, Aly & AJ Reaction reveló que sería lanzado en el verano del 2009.
También grabaron una canción con Weezer pero no se sabe si será hecha pública en álbum. El 17 de enero de 2009 una canción llamada "Places" ("Lugares" en español) fue añadida en BMI escrita por Ally & AJ coescrita con Daniel James (Ryan Cabrera, Ashley Tisdale) y Leah Cooney (Rihanna, Ryan Cabrera, Ashley Tisdale). Ambos escritores también coescribieron las canciones"Rush" y "In a Second" de ellas mismas. La canción deberá aparecer en este álbum. En verano del 2009 salió a luz la canción "The Next Worst Thing" que sería previsto el primer sencillo del nuevo álbum. Pero el álbum se atrasó debido a que tanto Alyson como Amanda estaban ocupadas en el mundo de la cinematografía. A finales de febrero del 2010 las hermanas anunciaron mediante su Twitter que habían dejado la discográfica Hollywood Records y estaban emocionadas ya que era un gran paso para hacer su propia música y su propia libertad. Las chicas ya habían casi terminado de componer canciones para el álbum con la compañía de Hollywood Records pero avisaron que empezarían a componer unas nuevas después de haber dejado la compañía, por lo que el álbum podría dar a luz a finales del 2010 o principios del 2011. También se ha hecho un juego de Nintendo DS sobre ellas mismas.
El 1 de mayo de 2013 Aly & AJ regresaron a Facebook como 78Violet , anunciando su nuevo sencillo llamado Hothouse , que será estrenado el 8 de julio , que también estará disponible en iTunes , además de integrarse a su nueva disquera Violet House , Aly & AJ estuvieron involucradas en varias películas y series estos últimos años, el 26 de junio llevaron a cabo una presentación en el Teatro Roxy , y también hicieron una en el 9 de julio en el Teatro Gramercy, planean volver a la cima en estos años, llevando a cabo una de las giras más sorprendentes, con mucha escenografía y efectos especiales.
El 8 de julio, 78Violet lanzó su nueva canción Hothouse, también siendo disponible en iTunes. El 18 del mismo mes lanzaron el videoclip en su cuenta oficial de YouTube VEVO.

#### Cuarto álbum de estudio (2015-presente)
El 9 de diciembre de 2015, a través de sus redes sociales, las artistas anunciaron su vuelta al nombre que tenían en un principio, "Aly & AJ". El 4 de abril de 2016, durante una sesión de preguntas que hicieron sus fanes por Twitter, afirmaron que ese mismo mes estarían en el estudio con Mike Elizondo y Ryan Spraker. Aparte, confirmaron que grabarían una versión en estudio de "Boy", canción que fue presentada en varios eventos en directo. A pesar de que su cuarto aún no ha sido lanzado, se filtraron (en modo de descarga) todas las canciones que estarían en el nuevo álbum del dúo, a través de la página 4shared parece ser que el nuevo se llamara Hothouse al igual que su último sencillo.

## Discografía
- 2005: Into The Rush
- 2006: Acoustic Hearts Of Winter
- 2007: Insomniatic
- 2021: A Touch of the Beat Gets You Up on Your Feet Gets You Out and Then Into the Sun

### EP
- 2017: "Ten Years"
- 2019: "Sanctuary"

## Sencillos
| Año  | Sencillo                         | Álbum                                                                             |
| ---- | -------------------------------- | --------------------------------------------------------------------------------- |
| 2005 | "Do You Believe In Magic"        | "Into The Rush"                                                                   |
| 2005 | "No One"                         | "Into The Rush"                                                                   |
| 2005 | "Walking On Sunshine"            | "Into The Rush"                                                                   |
| 2005 | "Rush"                           | "Into The Rush"                                                                   |
| 2006 | "Never Far Behind"               | "Into The Rush (Special Edition)"                                                 |
| 2006 | "Chemicals React"                | "Into The Rush (Special Edition)"                                                 |
| 2006 | "Something More (New Version)"   | "Into The Rush (Special Edition)"                                                 |
| 2006 | "Walking on sunshine"            | "Into The Rush (Special Edition)"                                                 |
| 2006 | "Greatest Time Of Year"          | "Acoustic Hearts Of Winter"                                                       |
| 2007 | "Potential Breakup Song"         | "Insomniatic"                                                                     |
| 2008 | "Like Whoa"                      | "Insomniatic"                                                                     |
| 2013 | "Hothouse"                       | "Solo single"                                                                     |
| 2017 | '"Take Me"                       | "Ten Years"                                                                       |
| 2019 | "Church"                         | "Sanctuary"                                                                       |
| 2019 | "Don't Go Changing"              | "Sanctuary"                                                                       |
| 2019 | "Star Maps"                      | "Sanctuary"                                                                       |
| 2020 | "Attack of Panic"                | "Solo single"                                                                     |
| 2020 | "Joan of Arc on the Dance Floor" | "Solo single"                                                                     |
| 2021 | "Slow Dancing"                   | "A Touch of the Beat Gets You Up on Your Feet Gets You Out and Then Into the Sun" |
| 2021 | "Listen!!!"                      | "A Touch of the Beat Gets You Up on Your Feet Gets You Out and Then Into the Sun" |
| 2021 | "Pretty Places"                  | "A Touch of the Beat Gets You Up on Your Feet Gets You Out and Then Into the Sun" |
| 2021 | "Symptom of your touch"          | "A Touch of the Beat Gets You Up on Your Feet Gets You Out and Then Into the Sun" |
| 2021 | "Don't need nothing"             | "A Touch of the Beat Gets You Up on Your Feet Gets You Out and Then Into the Sun" |
| 2022 | "Dead on the beach"              | "Solo single"                                                                     |
| 2022 | "With love from"                 | "Solo single"                                                                     |

## Otras canciones
| Año  | Canción                           | Álbum                                                     |
| ---- | --------------------------------- | --------------------------------------------------------- |
| 2005 | "Zip a Dee Doo Dah"               | "Disney Mania 3"                                          |
| 2005 | "Jingle Bell Rock"                | "Radio Disney Jingle Jams 1 & 2"                          |
| 2005 | "Walking On Sunshine"             | "Herbie: Fully Loaded"                                    |
| 2005 | "No One"                          | "Ice Princes"                                             |
| 2007 | "Black Horse and the Cherry Tree" | -                                                         |
| 2007 | "Nobody's Girl"                   | "Bratz Rock Angelz"                                       |
| 2008 | "We're an American Band"          | "Randy Jackson's Music Club, Vol. 1 (Bonus Track Edition) |
| 2010 | "Belong Here"                     | "Hellcats (Music from the CW Television Series)"          |

## Apariciones
Premier en LA de 17 again.
Premier en LA de The lovely bones.
Teen Choice Awards 2009.
Barbie's 50thbirthday.
Vanessa Hudgens' 21st cu
Premier de The Twilight Saga : Eclipse.